# Władysław Kępa
Władysław Stanisław Kępa, ps. Czarny (ur. 26 października 1895 w Krakowie, zm. wiosną 1940 w Charkowie) – polski urzędnik, porucznik piechoty rezerwy Wojska Polskiego, działacz niepodległościowy, ofiara zbrodni katyńskiej.

## Życiorys
Urodził się 26 października 1895 w Krakowie, w rodzinie Wawrzyńca i Franciszki.
8 sierpnia 1914 wstąpił do oddziałów strzeleckich. Walczył w szeregach 2. kompanii I batalionu 5 pułku piechoty, awansując na sekcyjnego. 8 lipca 1916 został ranny w bitwie pod Kostiuchnówką. W kwietniu 1917 był pacjentem Domu Rekonwalescentów w Kamieńsku i przedstawiony do odznaczenia austriackim Krzyżem Wojskowym Karola. Po kryzysie przysięgowym (lipiec 1917) służył w Polskim Korpusie Posiłkowym. Po bitwie pod Rarańczą (15–16 lutego 1918) został internowany w Witkowicach pod Krakowem.
Walczył na wojnie z bolszewikami. W 1921 pozostawał w dyspozycji szefa Intendentury Okręgu Korpusu Nr I, a następnie został bezterminowo urlopowany. Awansował na podchorążego. 29 listopada 1927 prezydent RP mianował go podporucznikiem rezerwy ze starszeństwem z 1 lipca 1925 i 1108. lokatą w korpusie oficerów piechoty, a minister spraw wojskowych wcielił do 85 pułku piechoty w Nowej Wilejce. W tym pułku w 1930 odbył ćwiczenia rezerwy. Mieszkał lub pracował w Wilnie przy ul. Bobrujskiej 22a m. 4, w charakterze naczelnika kancelarii, a później został zatrudniony Powiatowej Komendzie Uzupełnień Białystok przy ul. Marszałka Piłsudskiego 35.
W 1934, jako oficer rezerwy pozostawał w ewidencji PKU Białystok i posiadał przydział do 42 pułku piechoty w Białymstoku. Na stopień porucznika rezerwy został mianowany ze starszeństwem z 19 marca 1939 i 570. lokatą w korpusie oficerów piechoty.
W nieznanych okolicznościach, po agresji ZSRR na Polskę (17 września 1939), dostał się do niewoli sowieckiej i został osadzony w obozie w Starobielsku. Wiosną 1940 został zamordowany przez funkcjonariuszy NKWD w Charkowie i pogrzebany potajemnie w bezimiennej mogile zbiorowej w Piatichatkach, gdzie od 17 czerwca 2000 mieści się oficjalnie Cmentarz Ofiar Totalitaryzmu w Charkowie. Figuruje na tzw. liście Gajdideja (poz. 1790).
5 października 2007 minister obrony narodowej Aleksander Szczygło mianował go pośmiertnie na stopień porucznika. Awans został ogłoszony 10 listopada 2007, w Warszawie, w trakcie uroczystości „Katyń Pamiętamy – Uczcijmy Pamięć Bohaterów”.
31 marca 2008 minister obrony narodowej Bogdan Klich zmieniając decyzję swojego poprzednika z dnia 5 października 2007 mianował go pośmiertnie na stopień kapitana.

## Ordery i odznaczenia
- Krzyż Niepodległości – 7 lipca 1931 „za pracę w dziele odzyskania niepodległości”[15][7][16]
- Krzyż Walecznych – 16 września 1922 „za udział w b. Legionach Polskich”[17]
- Krzyż Zasługi[2][18]
- Srebrny Medal Waleczności 2 klasy[2]